# Schistochilopsis incisa
Schistochilopsis incisa là một loài rêu tản trong họ Jungermanniaceae. Loài này được (Schrad.) Konstantinova miêu tả khoa học lần đầu tiên năm 1994.